# George P. Shultz
George Pratt Shultz, född 13 december 1920 i New York, död 6 februari 2021 i Stanford i Kalifornien, var en amerikansk republikansk politiker. Han var USA:s arbetsminister 1969–1970, federal budgetdirektör 1970–1972, finansminister 1972–1974 och utrikesminister 1982–1989.
Han avlade 1949 sin doktorsexamen i industriell ekonomi vid Massachusetts Institute of Technology.
Han belönades 1989 med Frihetsmedaljen, Presidential Medal of Freedom.